# André Chatelin
Pour les articles homonymes, voir Chatelin.
André Chatelin (né le 16 novembre 1915 à Paris 14e et mort le 15 janvier 2007 à Boulogne-Billancourt,) est un architecte français du XXe siècle. 

## Origines et formation
Fils de Charles Chatelin, André Chatelin est issu d'une famille de médecins.
Après ses études secondaires, il s'oriente vers l'architecture et étudie à l'École nationale supérieure des beaux-arts de Paris. Durant son cursus, il collabore avec des cabinets reconnus : Laloux & Lemaresquier, puis Auguste Perret et Michel Roux-Spitz. 
En 1943, il est vainqueur du Prix de Rome en architecture sur le sujet imposé de « centre des manifestations artistiques ». 

## Carrière et réalisations
Sa victoire au Prix de Rome lui vaut de devenir d'office architecte des bâtiments civils et palais nationaux : sous ce statut, il assure des chantiers pour l'État, mais peut aussi avoir une activité libérale.
Il est notamment architecte en chef des Postes, télégraphes et téléphones, construisant des bureaux de poste, des centraux téléphoniques, mais aussi, en 1973, le musée de la Poste. 
Il réalise deux grands hôpitaux : le Centre hospitalier universitaire de Clermont-Ferrand (1959-1980) et l'Hôpital d'instruction des armées du Val-de-Grâce (1979). En 1968, il est l'architecte du Centre psychothérapique de la Sarthe, Allonnes (Sarthe), le dernier hôpital village de France. Il conçoit aussi des casernes de gendarmerie, des établissements scolaires (collèges, lycées) et des trésoreries. 
Hors de France, il réalise le cimetière militaire français de Rome et restaure l'église Saint-Louis-des-Français de Berlin.

## Activité à la Bibliothèque nationale
En 1955, André Chatelin prend la suite de son maitre Michel Roux-Spitz comme architecte en chef de la Bibliothèque nationale. Son activité à ce poste comprend plusieurs interventions peu visibles de rénovation, mais aussi d'amélioration des conditions de conservation pour répondre aux préconisations du rapport Caillet. 
En 1964, avec l'assistance de Pierre Large, il construit un nouveau bâtiment à l'angle de la rue de Richelieu et du square Louvois, destiné à abriter le département de la musique et divers services : il y installe onze niveaux de magasins avec une ossature métallique, cachée derrière un revêtement de pierre blanche. 
Il étend, en 1968, l'annexe de Versailles avec le bâtiment C, d'une hauteur de dix étages. Sa réalisation la plus spectaculaire figure la dépose du toit du bâtiment prolongeant la galerie Mazarine pour aménager un comble dans le prolongement de celui de la galerie : retardée en 1975 pour des travaux de consolidation de charpente et de restaurations de  peintures, et finalement achevée en 1980, l'opération crée des ateliers de restauration et permet surtout une meilleure circulation du personnel au sein de la Bibliothèque. 
André Chatelin est ensuite sollicité pour la modernisation du Cabinet des Médailles : là aussi, il tire parti des volumes existants pour créer une mezzanine dans la salle des Colonnes et celle du Grand Camée, pour doubler la surface muséale et conçoit une nouvelle muséographie. 
Outre ses chantiers pour la Bibliothèque nationale, il assiste Jean-Pierre Seguin dans la conception de la Bibliothèque publique d'information (BPI). 
Il prend sa retraite de l'administration en 1981 et est remplacé par Serge Macel, qui travaillait déjà avec lui depuis 1965. Il dirige son cabinet libéral jusqu'en 1988.